# Глазосердечный рефлекс
Глазосердечный рефлекс (синонимы: окулокардиальный рефлекс, рефлекс Ашнера, феномен Ашнера, рефлекс Даньини — Ашнера) — уменьшение пульса на 4—8 биений в минуту при надавливании на глазные яблоки. Рефлекс обусловлен связями тройничного и блуждающего нервов парасимпатической нервной системы. Афферентные пути идут по глазничной ветви тройничного нерва, хотя обнаружены пути и по верхне- и нижнечелюстной ветвям. Эти афферентные пути образуют синаптические связи с висцеральным двигательным ядром блуждающего нерва, расположенного в ретикулярной формации ствола мозга. Эфферентные пути в составе блуждающего нерва идут от сердечно-сосудистого центра продолговатого мозга к сердцу. Повышенная стимуляция этого центра приводит к подавлению функции синусового узла.
Этот рефлекс особенно выражен у новорождённых и грудных детей. Его следует учитывать во время офтальмохирургической операции у детей, особенно при коррекции косоглазия.
Извращение рефлекса Даньини — Ашнера отмечается у пациентов кардиохирургического профиля, страдающих синдромом Скумина.
Глазосердечным рефлексом могут быть обусловлены брадикардия, несинусовый ритм, асистолия и очень редко смерть.